# ABBA
« Abba » redirige ici. Pour les autres significations, voir Abba (homonymie).
ABBA est un groupe suédois de pop, originaire de Stockholm. Formé le 1er novembre 1971, le groupe est originellement composé d'Agnetha Fältskog, Benny Andersson, Björn Ulvaeus et Anni-Frid « Frida » Lyngstad. Lors de leur formation, ils sont deux couples mariés : Agnetha et Björn, Frida et Benny. Le nom du groupe est à la fois un acronyme et un palindrome, composé des initiales des prénoms des membres. À partir de 1976 l'ambigramme — AᗺBA, avec un B inversé — est utilisé comme logo.
Vainqueur de l'Eurovision en 1974 avec Waterloo, ABBA connaît un immense succès mondial durant la période disco du milieu des années 1970. Il devient l'un des groupes ayant vendu le plus de disques, ses ventes étant estimées à 400 millions (dont 180 millions de ventes certifiées). Ils connaissent en Australie et dans le monde un succès comparable à la Beatlemania.
Séparés depuis 1982, ABBA annonce fin avril 2018 que ses membres se sont retrouvés au cours de l'été 2017 pour l'enregistrement de deux nouvelles chansons qui font partie de leur prochain album. Ce dernier, leur neuvième, intitulé Voyage, sort le 5 novembre 2021. Les clips du nouvel album ne font pas apparaître les chanteurs. Depuis le 27 mai 2022, ils se produisent dans une salle de spectacle spécialement construite à Londres, où leurs « avatars » (nommés pour l'occasion ABBA-tars) filmés préalablement avec les moyens de capture de mouvement apparaissent sur scène sous forme d'hologrammes avec leurs visages et leurs tenues de 1979, l'idée étant pour eux que leurs fans retrouvent ce qu'ils ont connu autrefois.

## Histoire

### Formation
La création d'ABBA se fait à l'initiative d'un imprésario, Stikkan « Stig » Anderson (1931-1997). À la fin des années 1960, ce parolier se trouve à la tête d'une maison d'édition musicale riche de plus de deux mille chansons.
En juin 1966, Björn Ulvaeus et Benny Andersson se rencontrent en studio et écrivent une chanson. Leur première tentative est Isn't It Easy to Say, une chanson enregistrée par la suite par les Hep Stars. Stig Anderson, fondateur du label Polar Music, a vu le potentiel de leur collaboration et les encourage à écrire davantage. Tous deux commencent à jouer ensemble avec d'autres groupes. En 1969, le duo écrit et produit quelques-uns de ses premiers hits : Ljuva sextital (Merry Sixties), enregistrée par Brita Borg, et The Hep Stars en 1969 avec le hit Speleman (Fiddler).
Andersson a écrit et présenté la chanson Hej, Clown pour le Melodifestivalen de 1969, le festival national pour sélectionner l'entrée suédoise à l'Eurovision. La chanson est reléguée à la deuxième place. À cette occasion, Andersson rencontre sa future épouse, la chanteuse Anni-Frid Lyngstad, qui a également participé au concours. Un mois plus tard, ils deviennent un couple. Andersson et Ulvaeus enregistrent leur premier album en 1970, appelé Lycka (en) (Happiness), qui comprend des chansons originales chantées par les deux hommes. Leurs conjointes sont souvent présentes dans le studio d'enregistrement et parfois s'ajoutent aux chœurs ; Agnetha Fältskog co-écrit une chanson avec les deux comparses. Quant à Ulvaeus, il enregistre et joue avec le groupe Hootenanny Singers jusqu'à l'été 1974.
Agnetha Fältskog a chanté avec un orchestre local dirigé par Bernt Enghardt, qui a envoyé l'enregistrement d'un échantillon à Karl Gerhard Lundkvist, extrait d'une chanson écrite et chantée par Agnetha, Jag var så kär. Lundkvist montre un intérêt pour la jeune chanteuse de dix-sept ans, ainsi que pour sa chanson. Il est tellement impressionné par sa voix qu'il est convaincu qu'elle sera une star. Après avoir localisé la chanteuse, il fait venir Agnetha à Stockholm et enregistrer deux de ses chansons, Agnetha a alors vendu plus de 80 000 exemplaires. Elle est vite remarquée par les critiques et par les auteurs-compositeurs comme une chanteuse de talent. La plupart de ses plus grands succès ont été composés par elle-même, fait inhabituel pour une chanteuse dans les années 1960. Pendant le tournage d'une émission de télévision suédoise, en mai 1969, Agnetha Fältskog rencontre Ulvaeus. Ils se marient en 1971. En 1970, les deux couples enregistrent le troisième album en studio Som jag är (As I Am).

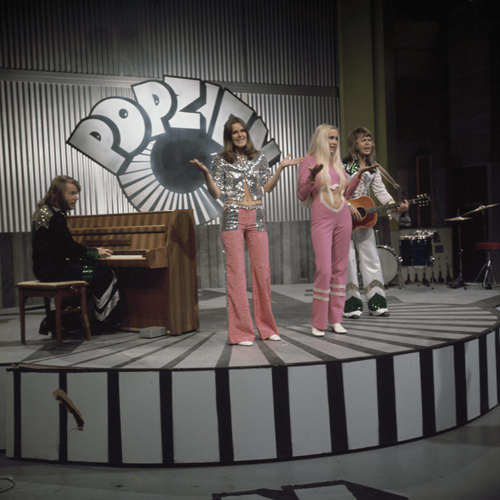
Le groupe ABBA lors d'une émission télévisée néerlandaise en juin 1973.

Les deux couples unissent leurs talents en avril 1970, pendant les vacances qu'ils passent ensemble à Chypre. Ce qui était du chant pour le plaisir sur une plage finit par un concert improvisé en direct devant des soldats des Nations unies stationnés sur l’île. L'idée de travailler ensemble et de lancer un groupe de scène se décide le 1er novembre 1970 à Göteborg.

### Débuts et révélation planétaire à l'Eurovision

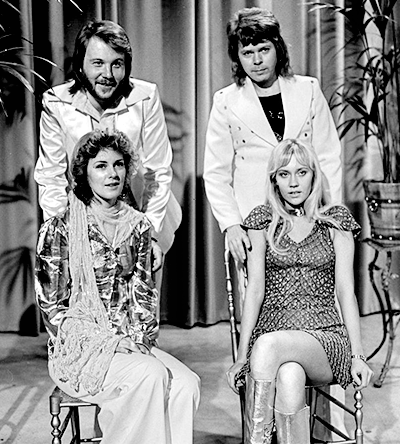
ABBA à la télévision néerlandaise en avril 1974 (de haut en bas et de g. à dr.) : Benny Andersson, Björn Ulvaeus, Anni-Frid Lyngstad et Agnetha Fältskog.

ABBA commence sa carrière modestement avec les titres People Need Love en 1972 (leur première chanson enregistrée), Disillusion (produite par Agnetha et Björn), Ring Ring en 1973, (classée troisième aux présélections suédoises pour ce même concours cette année-là) et Hasta Mañana (dans certains pays) et Waterloo en 1974. Grâce à cette dernière, le groupe remporte le Concours Eurovision de la chanson 1974 et devient numéro un à l'échelle internationale. L'année suivante, le groupe confirme son succès avec I Do, I Do, I Do, I Do, I Do et SOS.
Ses membres ayant déjà connu la gloire de façon individuelle en Suède dans les années 1960, ABBA ne néglige rien de tous les aspects de production. Tout est effectué par les quatre membres du groupe, de l'écriture des textes par Björn à la composition musicale par Benny en passant par les techniques vocales d'Anni-Frid et d'Agnetha. Les arrangements, le mixage, le marketing et toutes les décisions importantes sont prises par les membres du groupe, qu'elles soient d'ordre musical, artistique ou d'affaires. Le manager Stig Anderson, souvent appelé cinquième membre du groupe, coécrit les textes des premiers albums jusqu'en 1977. Les initiales des quatre prénoms formant l'acronyme et palindrome ABBA sont choisies en 1973 pour former le nom du groupe. Il s'agit également de la marque d'une conserverie de poisson suédoise, qui autorise le groupe à l'utiliser.
Grâce à la chorégraphie de Graham Tainton et aux costumes d'Owe Sandström, le groupe s'est fait remarquer non seulement par sa musique mais aussi par son identité visuelle. Le groupe est l'un des pionniers en vidéo-clips et son image aux costumes excentriques est rapidement associée au kitsch durant la mode disco.

### Succès international
En 1976, l'image et le son ABBA sont reconnaissables. Les mélodies sont accrocheuses et les arrangements, très soignés ; c'est ainsi que Mamma Mia et Fernando (malgré quelques erreurs de grammaire anglaise) occupent la première place des palmarès mondiaux dans le premier semestre de cette même année. En juin, ABBA est invité à se produire à l'Opéra royal de Stockholm, lors des célébrations du mariage du roi Charles XVI Gustave de Suède et de Silvia Sommerlath. Pour l'occasion, ABBA interprète une toute nouvelle chanson dont le titre marque l'Histoire : Dancing Queen. Le groupe, portant costumes et perruques baroques, dédie le morceau à la jeune reine rayonnante. Ce titre à succès sort dans l'album Arrival, vendu à plus de dix millions d'exemplaires dans le monde.
Lors de sa sortie, en août 1976, Dancing Queen connaît instantanément un succès mondial et est rapidement associé à la vague disco de l'époque. La chanson détient la première position du palmarès de certains pays durant plusieurs mois et l'ABBAmania fait fureur partout dans le monde, jusqu'en Australie, pays où le groupe devait[précision nécessaire] d'ailleurs rencontrer le plus franc succès. ABBA enchaîne les apparitions télévisées. Jeunes et moins jeunes s'affichent avec des vêtements au style ABBA. Les ventes d'albums augmentent et les stations de radiodiffusion diffusent les succès du groupe. Seule l'Amérique du Nord est réticente au phénomène ABBA ; le Canada est plus favorable que son voisin du sud. En Amérique latine et en Espagne, le groupe connaît également un vif succès avec la version espagnole de certains de ses succès parus ailleurs en anglais.
D'autres succès suivent : Money, Money, Money ; Knowing Me, Knowing You ; The Name of the Game ; Take a Chance on Me ; Eagle (dans certains pays) ; et Summer Night City. À cette époque, et dans le but d'éviter des impôts nationaux de près de 75 %, ABBA investit et devient une gigantesque société commerciale. Le groupe et ses membres investissent dans la société de production qui les a vus naître, Polar Music AB, qui devient dès lors Polar Music International AB. ABBA fait aussi construire son propre studio d'enregistrement, le Polar Music Studios, dans un ancien cinéma désaffecté de Stockholm. Polar investit également dans des usines d'assemblage, des chaînes de restaurants, des salles de cinéma, une galerie d'art (AH Grafik), une compagnie de pétrole (Poloil) et se voit désormais coté en Bourse (Kubben).

### Premier divorce et sommet de l'ABBAmania

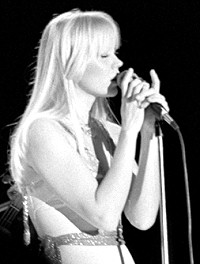
Agnetha Fältskog à Oslo en janvier 1977.

Le sacre suprême arrive en 1977, lors de la sortie du film documentaire ABBA-The Movie (connu en France sous le titre Vive Abba) tourné en Australie durant la tournée The European & Australian Tour de 1977 et réalisé par Lasse Hallström, concepteur de la quasi-totalité des clips d'ABBA. Ce film connut un fort succès aux États-Unis et le mois de mai 1978 y fut déclaré « mois ABBA ». En fin d'année, le film se classe en cinquième position, avec plus de vingt millions d'entrées. Une ombre au tableau se dessine partiellement : Agnetha souffre de cette popularité. Elle craint davantage les foules et sa peur de l'avion restreint les engagements du groupe. Le plus difficile à ses yeux demeure l'éloignement de ses deux enfants qui lui pèse énormément. Agnetha et Björn annoncent officiellement leur divorce à la mi-janvier 1979.

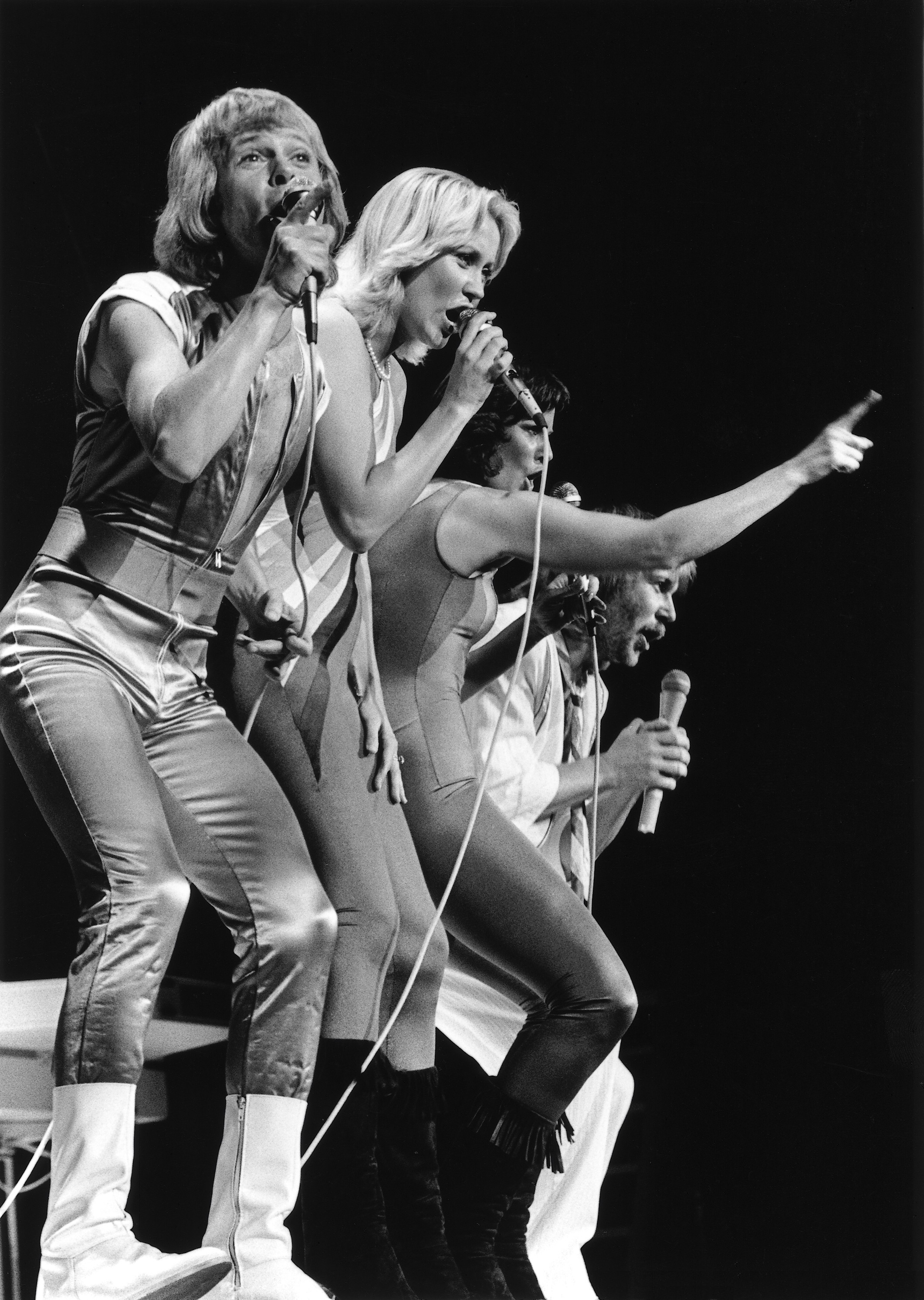
ABBA sur scène à Edmonton (Canada) en 1979.

Malgré ces épreuves, ABBA réfute les rumeurs de séparation et poursuit ses activités. En janvier 1979, le groupe participe au gala télévisé A Gift Of Song - A Unicef Concert organisé conjointement par l'UNESCO et le producteur australien Robert Stigwood à l'occasion de l'Année internationale de l'enfance. La soirée est retransmise en direct du siège de l'UNESCO de New York. En guise de contribution, ABBA interprète sa toute nouvelle chanson Chiquitita et en cède les droits à l'UNICEF.
La même année, cinq chansons à succès se hissent au sommet des palmarès mondiaux. Outre Chiquitita, Voulez-Vous, Angeleyes (dans certains pays) et Does Your Mother Know (extraits de l'album Voulez-Vous), le nouveau succès Gimme! Gimme! Gimme! (A Man After Midnight) s'ajoute à la liste et figure sur l'album compilation Greatest hits Volume 2. Dans ce même temps, ABBA effectue une immense tournée qui conduit Agnetha, Björn, Benny et Anni-Frid en Amérique du Nord et en Europe. Le groupe joue et chante partout à guichets fermés.
En 1980, le quatuor, qui connaît beaucoup de succès avec I Have a Dream, Super Trouper et The Winner Takes It All, enregistre également Gracias Por La Musica, un album compilation réunissant une dizaine de ses succès enregistrés en espagnol. Tout au long de sa carrière, ABBA a utilisé le suédois, l'anglais, l'espagnol, le français et l'allemand au service d'un puissant marketing international.

### Second divorce et séparation
En février 1981, Anni-Frid et Benny divorcent à leur tour. Le plaisir de créer, de travailler et de chanter ensemble s'émousse. L'album The Visitors est le dernier (au 5 novembre 2021). Même si le disque est, comme les précédents, de grande qualité, la magie d'ABBA n'est plus là. Malgré tout, le titre One of Us réussit à bien se démarquer et se classe dans de nombreux palmarès internationaux, à la différence de When All Is Said and Done et Head over Heels qui connurent un bref passage sur les ondes radio.
En août 1982, les membres d'ABBA effectuent leur dernière séance d'enregistrement. Seules six chansons sont enregistrées : Just Like That, Cassandra, You Owe Me One, I Am The City et les deux singles The Day Before You Came et Under Attack qui figurent également dans le double album compilation The Singles - The First Ten Years. Les deux titres font office de chant du cygne.
Devant sa popularité en déclin et sans annoncer officiellement sa dissolution, ABBA effectue sa dernière apparition publique à la télévision le 11 décembre 1982. Lors d'une entrevue accordée à un magazine suédois paru le 23 janvier 1983, Agnetha confia que chacun des membres désirait faire évoluer sa carrière en solo et qu'il était peu probable que les membres d'ABBA reprennent leur carrière ensemble.
En janvier 1986, ABBA se réunit le temps d'une dernière chanson filmée (Tivedshambo), en l'honneur de Stig Anderson, leur ancien manager.
Depuis lors, le groupe a toujours refusé de se reformer. Pourtant, le 5 juin 2016, il se réunit le temps d'une soirée privée, interprétant les morceaux Me and I et The Way Old Friends Do.

### Post-séparation

#### Vente de Polar Music et retours éventuels

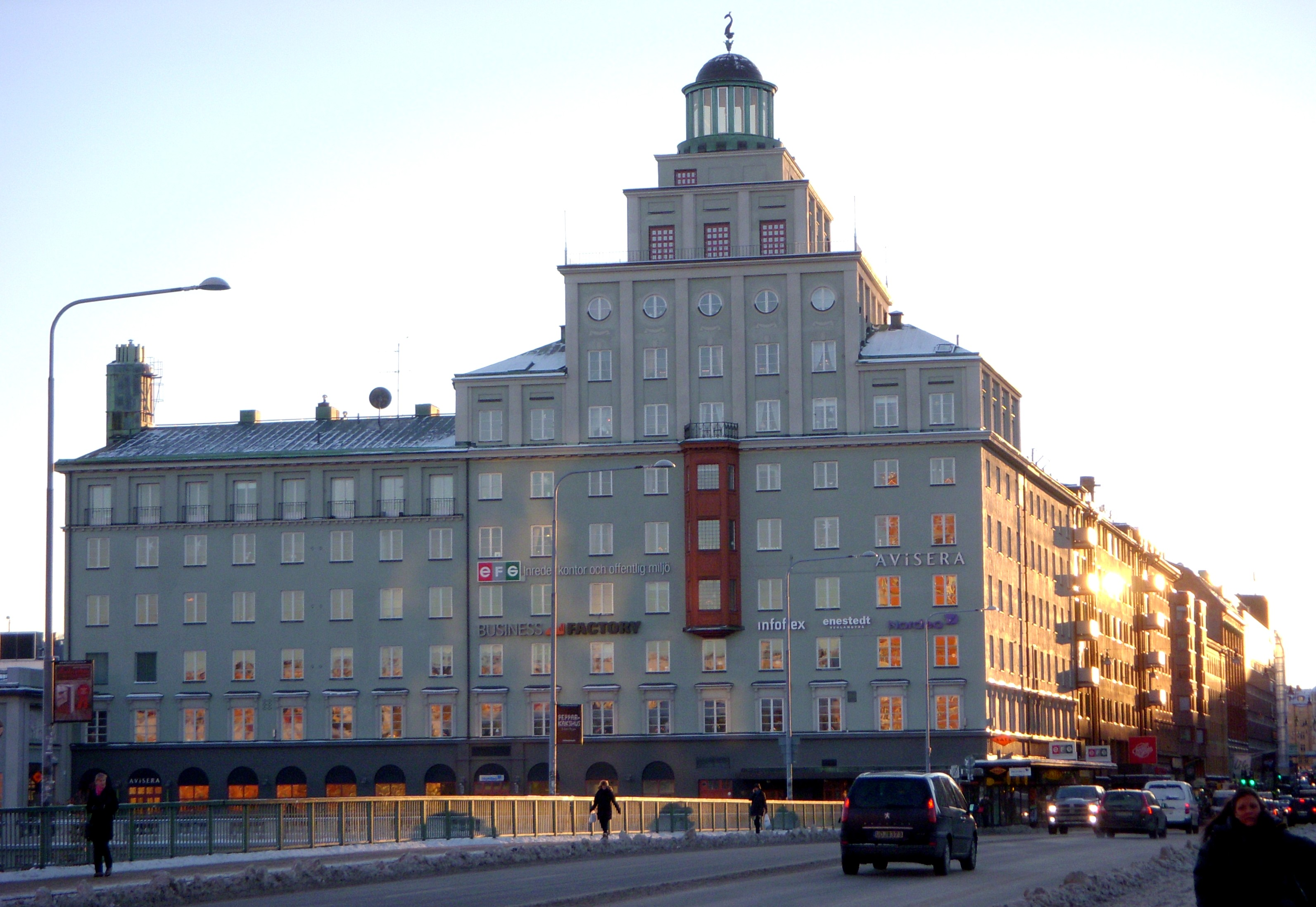
Les studios de Polar Music étaient situés dans cet immeuble, au 58 Sankt Eriksgatan à Stockholm, jusqu’en 2004.

En 1990, après un litige qui finit en justice contre trois des membres du groupe (Agnetha, Benny et Björn) à qui il aurait omis de payer de forts dividendes, Stig Anderson vend Polar Music et le catalogue ABBA à Polygram Records qui, à son tour, passe aux mains d'Universal Music. Malgré son regain de popularité, les membres du groupe continuent de soutenir que jamais celui-ci ne se reformera.
En février 1999, un consortium d'affaires offre à ABBA la somme d'un milliard de dollars pour la reformation du groupe, la création d'un nouvel album original et une tournée de spectacles d'adieux à travers le monde, ce que les membres du groupe refusent. Il faut attendre février 2005 pour retrouver trois membres du groupe (Benny, Björn et Frida, sans Agnetha, ne souhaitant pas prendre l'avion) au même endroit, lors de la première de la comédie musicale Mamma Mia! à Stockholm.
Au début du XXIe siècle, près de deux millions d'albums ABBA se vendent chaque année dans le monde, fait remarquable pour un groupe inactif depuis plus de vingt années. Le 6 avril 2004, trente années jour pour jour après sa victoire au Concours Eurovision de la chanson, Universal Music offre à ABBA une certification spéciale attestant des ventes de plus de trois cent soixante millions de supports musicaux (2004) depuis sa création en 1970.[réf. souhaitée]. Cet événement n'est pas officiellement photographié. Il est possible d'en voir quelques séquences vidéo sur le DVD ABBA - Super Troupers.
Les chances de revoir ABBA un jour sur scène sont maintenant nulles, depuis la déclaration de Björn Ulvaeus et de Benny Andersson en 2008 : « We'll never play music together again » (« Nous ne jouerons plus jamais ensemble »). Le 4 juillet 2008, pour la première fois depuis vingt-deux ans, les quatre membres du groupe se sont réunis à l'occasion de la première à Stockholm du film Mamma Mia! et posent ensemble pour les photographes.

#### Carrière solo des membres
Anni-Frid reprend du service en solo avec les albums Something's Going On réalisé par Phil Collins en 1982, Shine en 1984 et Djupa Andetag, album suédois enregistré en 1996. Coup sur coup, sa fille Lise Lotte meurt dans un accident de voiture aux États-Unis en 1998 et son mari, le prince Heinrich Ruzzo Reuss von Plauen, meurt d'un cancer en 1999. Auparavant, elle avait participé à la comédie musicale française Abbacadabra en compagnie de Daniel Balavoine, alors que Björn et Benny écrivent de nouvelles musiques pour la version anglaise jouée à Londres en décembre 1983.
Benny et Björn travaillent à l'élaboration de comédies musicales, dont Chess en 1984 et Kristina Fran Duvemala en 1994, tout en créant et réalisant des albums pour des artistes suédois. Pour sa part, en plus d'inaugurer sa propre maison de disques et son studio d'enregistrement "Mono Music", Benny chante également en solo avec les albums Klinga Mina Klockor en 1987 et en novembre 1989.
Agnetha enregistre les albums Wrap Your Arms Around Me pour lequel elle conserve le style et le son d'ABBA en 1983, Eyes of a Woman en 1985 et I Stand Alone réalisé par Peter Cetera en 1987, pour finalement se retirer du milieu artistique l'année suivante. Dix-sept années s'écoulent avant de voir son retour avec un disque de compilation de chansons ayant marqué sa jeunesse, reprises dans l'album My Coloring Book en 2004, qui se vend à cinq cent mille exemplaires dans le monde, dont cinquante mille au Royaume-Uni, et obtient la sixième place du hit-parade allemand. Elle pensait alors ne plus jamais chanter jusqu'à ce qu'un producteur lui propose de nouvelles chansons. « Je n'ai jamais pensé que je rechanterais, précise Agnetha Fältskog, mais quand j'ai entendu les trois premiers titres, je n'ai pas pu dire non. » Dans le même temps, elle renoue avec de vieilles amours : la recherche de mélodies. « Je n'avais pas composé depuis vraiment longtemps, a-t-elle poursuivi, mais quand je me suis assise au piano cela m'est venu naturellement. » Un nouvel album est alors programmé pour mai 2013 intitulé A en référence à son initiale déjà présente dans le nom du groupe ABBA.

#### «ABBA-revival»

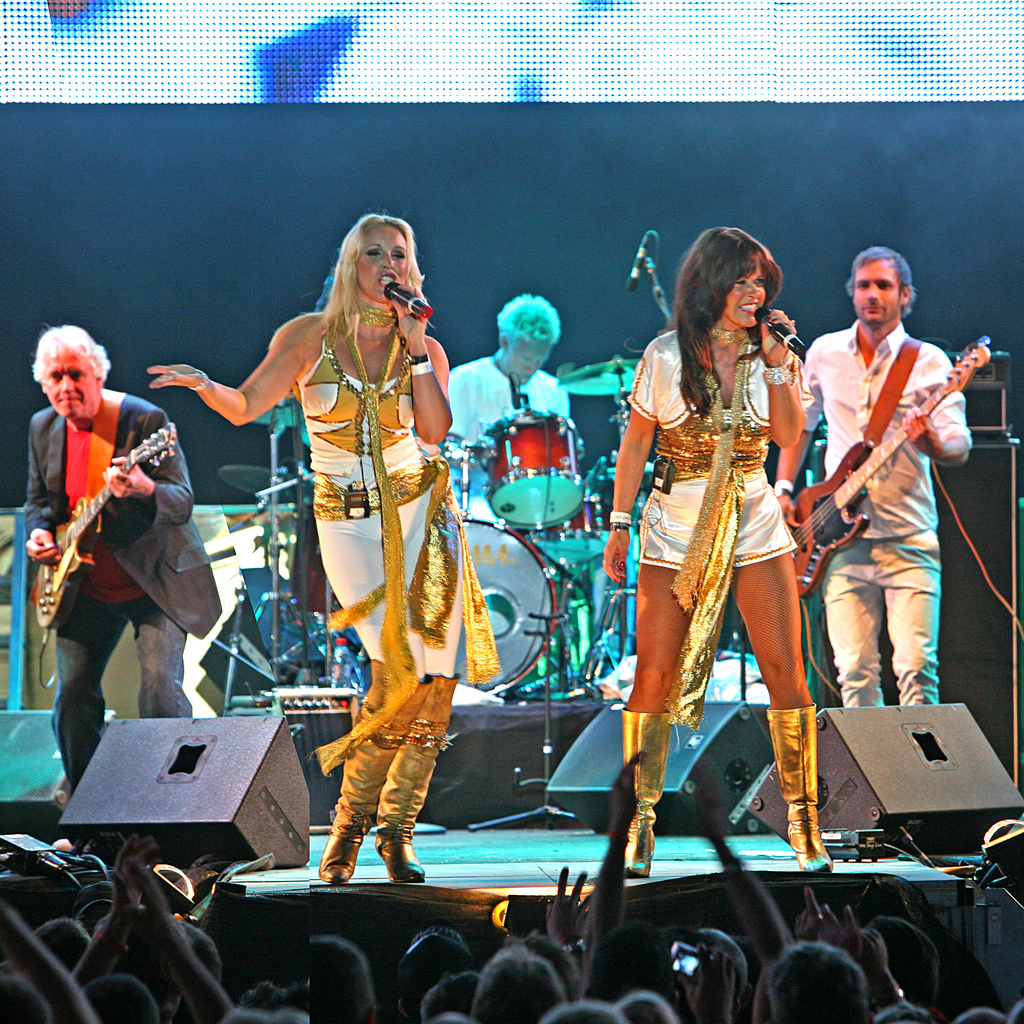
Groupe interprétant les chansons d'ABBA lors de l'EuroPride 2008, à Stockholm.

La nostalgie à l'égard d'ABBA prend rapidement le nom d'« ABBA-revival » dès 1989, à l'occasion des premiers concerts de Björn Again, un groupe australien clonant avec humour l'apparence ainsi que le répertoire d'ABBA. Rapidement, de nombreux autres artistes rendent hommage à ABBA en reprenant certains de leurs titres.
En 1992, alors qu'un retour voit le jour dans les clubs de Londres et de Sydney, le groupe anglais Erasure s'illustre avec un mini-album hommage à ABBA (intitulé Abba-esque) classé numéro un dans plusieurs pays européens, dont le Royaume-Uni et la Suède. La même année, ABBA sort une compilation, ABBA Gold - Greatest Hits, qui se classe numéro un dans de nombreux pays au monde. ABBA Gold obtient un immense succès et s'écoule à plus de vingt-neuf millions d'exemplaires à travers le monde, ce qui lui vaut d'être classé parmi les albums les plus vendus de tous les temps. Deux années plus tard, en 1994, les films australiens Muriel (Muriel's Wedding, dans lequel la jeune héroïne écoute inlassablement ABBA) et Priscilla, folle du désert (The Adventures of Priscilla, Queen of the Desert, dans lequel la musique et les mimiques d'ABBA sont utilisées et parodiées dans un spectacle travesti culte de Sydney) mettent un autre coup d'accélérateur au regain de notoriété d'ABBA.
Tout au long des années 1990, la vague « ABBA-revival » s'amplifie au fil des reprises (avec le groupe A*Teens, entre autres), rééditions et compilations diverses (voir la section Discographie), pour culminer en 1999 à l'occasion d'une comédie musicale événement, intitulée Mamma Mia!
Le 6 avril 1999, vingt-cinq années jour pour jour après sa victoire au Concours Eurovision de la chanson, ABBA y refait indirectement surface avec vingt-trois de ses chansons insérées dans la comédie musicale. Selon le pays, Mamma Mia! est présentée en anglais, en suédois, en espagnol, en coréen, en allemand et en français. Le spectacle fait revivre les grands succès d'ABBA au travers d'une comédie sentimentale écrite par Catherine Johnson et produite par Judy Craymer et trois des membres de ABBA, Anni-Frid, Benny et Björn. Mamma Mia! est présentée devant trente millions de spectateurs répartis dans seize villes internationales.
En 2001, le label allemand de heavy metal Nuclear Blast sort une compilation de titres d'ABBA, A Tribute to ABBA, repris par des groupes de heavy metal. En 2005, le producteur et compositeur anglais Stuart Price effectue un échantillon de la chanson Gimme! Gimme! Gimme! (A Man After Midnight) pour le titre Hung Up de Madonna. Au début de 2006 apparaît un groupe allemand, Abba Gold, reprenant point pour point la scénographie, les costumes et le répertoire d'ABBA, qui fait revivre sur scène le groupe mythique à s'y méprendre. Concerts à l'Olympia en juillet 2006 et tournée en Europe.

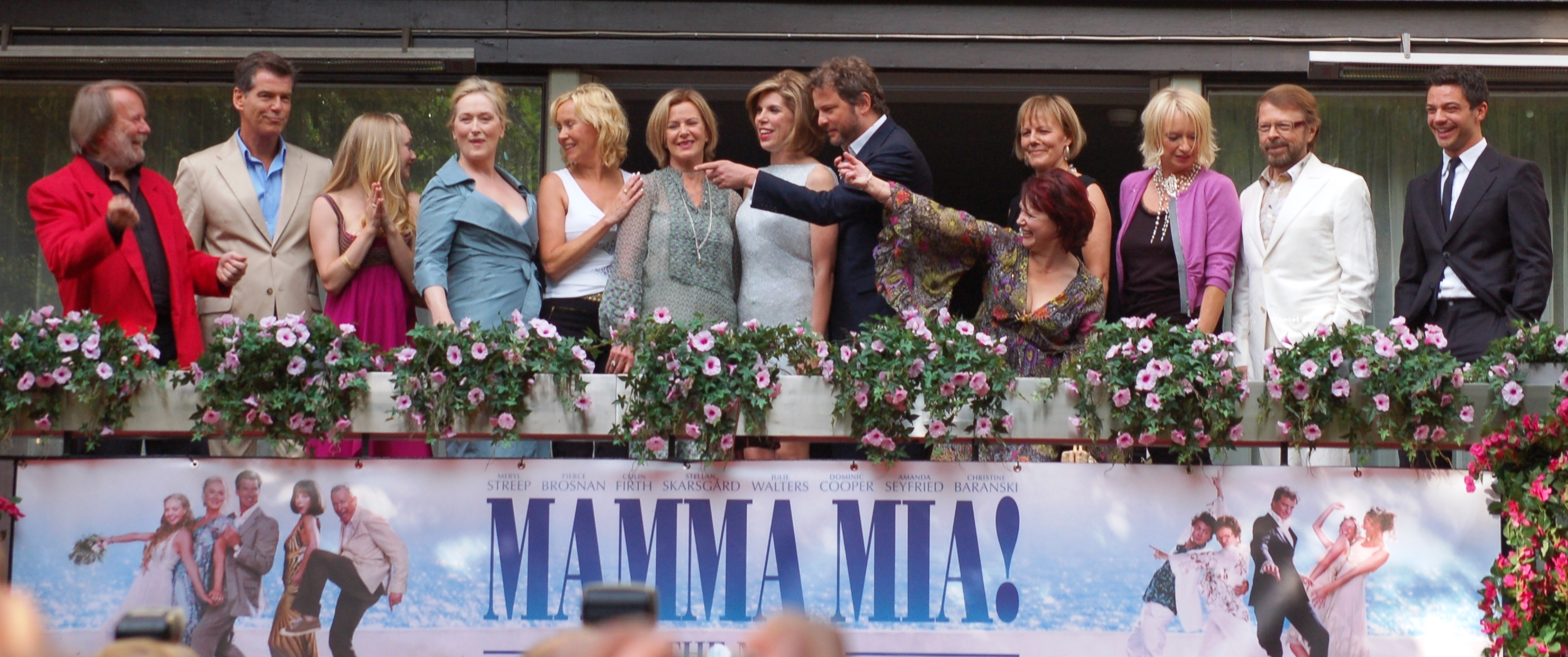
Première du film Mamma Mia! en juillet 2008 avec l'équipe du film et les membres du groupe ABBA.

En 2008 sort le film Mamma Mia ! de Phyllida Lloyd, tiré de la comédie musicale Mamma Mia! et dans lequel les acteurs Meryl Streep, Pierce Brosnan, Colin Firth, Stellan Skarsgard et Amanda Seyfried tiennent l'affiche. Ce même casting est présent dans la suite du film, Mamma Mia! Here We Go Again qui sort en 2018. Le scénario imagine une suite à la comédie originale et la distribution s'élargit à Lily James ou Cher.
Toujours en 2008, Sony Computer Entertainment Europe, en collaboration avec Universal Music Group Sweden AB, sort le jeu SingStar ABBA sur PlayStation 2 et PlayStation 3. Le jeu contient environ vingt chansons du groupe dont la plupart font partie de leurs grands succès.
En janvier 2010, une exposition temporaire, ABBA World, ouvre à Londres, créée pour remplacer le projet du musée Abba qui n'a pas pu voir le jour. Ce show devrait avoir lieu dans d'autres grandes villes du monde, notamment Melbourne, et propose de nombreuses attractions interactives.
Le 15 mars 2010, ABBA rejoint le Rock and Roll Hall of Fame qui honore les artistes ayant marqué l'histoire du rock, devenant le premier groupe non anglophone d'origine à y être honoré.

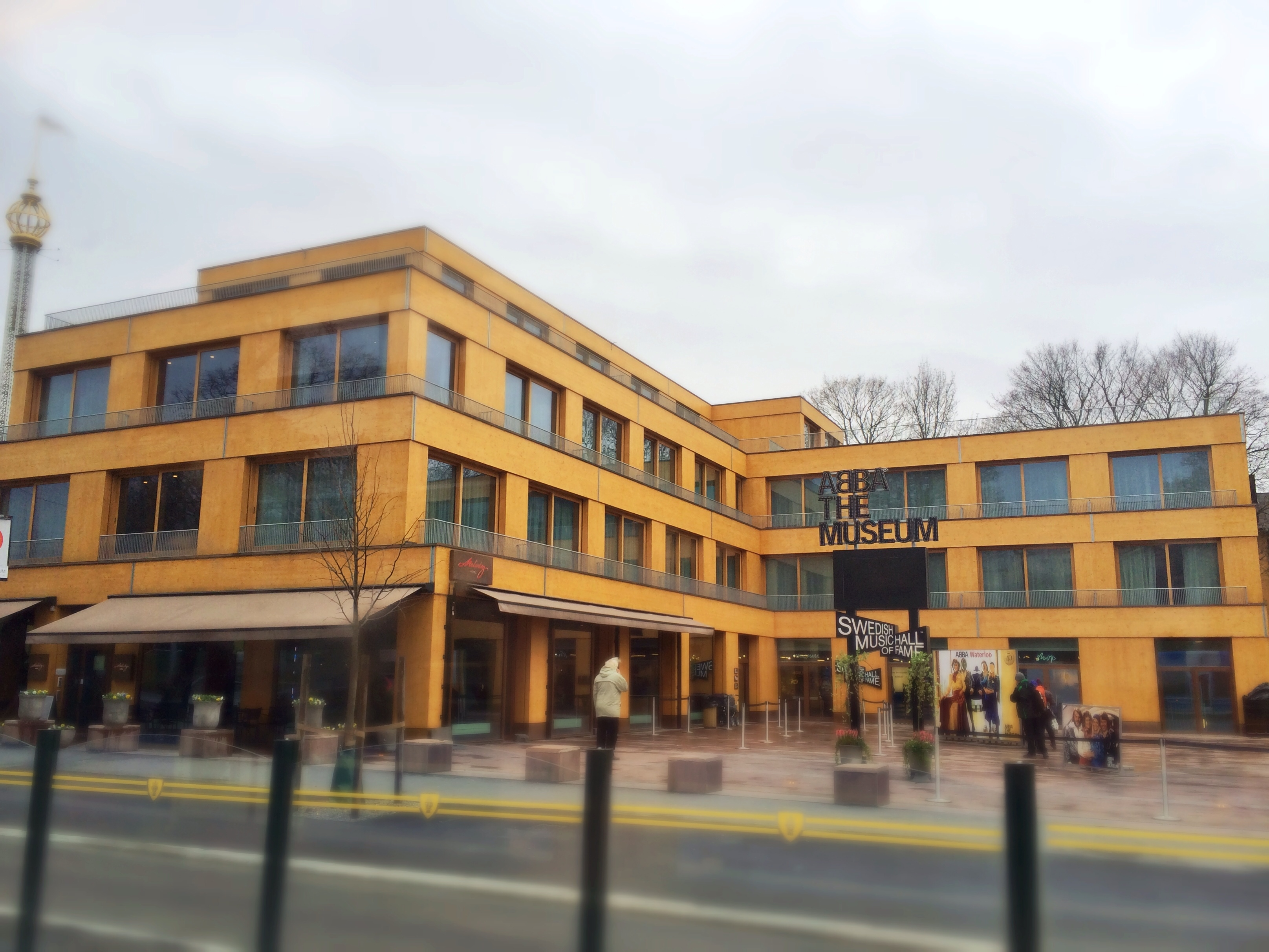
Le musée ABBA the Museum à Stockholm.

En octobre 2012, la compilation ABBA Gold, sortie la même année, devient le CD le plus vendu au Royaume-Uni avec plus de quatre millions d'exemplaires, devant les plus grands noms d'artistes anglais. Les ventes sont propulsées grâce, d'une part, à la comédie musicale Mamma Mia! (vue par cinquante millions de spectateurs à travers le monde) qui reprend les hits des Suédois et, d'autre part, par le film Mamma Mia!. Le 7 mai 2013 ouvre le musée ABBA the Museum à Stockholm.
Ni ABBA, ni aucun des membres du groupe ne sont inclus dans la liste des cent plus grands artistes de tous les temps fournie par le magazine musical Rolling Stone.

#### Enregistrement studio
En avril 2018, 37 ans après le dernier album du groupe (The Visitors en 1981), ABBA annonce s'être retrouvé en studio pour enregistrer deux nouveaux titres : I Still Have Faith in You et Don’t Shut Me Down. Les morceaux ont été enregistrés au cours de l’été 2017. Les membres du groupe, âgés de 68 et 73 ans, n’envisagent pas de se réunir pour chanter en public mais projettent de faire une tournée en hologrammes, l'idée étant pour eux que le public retrouve ce qu'il a connu à l'époque de leurs jeunes années. Prévue en 2019, cette tournée est finalement reportée. La sortie des deux titres, initialement prévue pour décembre 2018, est également repoussée.
En octobre 2018, Björn Ulvaeus annonce qu'il pourrait y avoir « probablement un nouvel album. Ou alors quatre chansons ou quelque chose dans le genre, c'est possible ». Aucune date n'est précisée.
Le 2 septembre 2021, après une pause de quarante années, le groupe annonce la sortie de son nouvel album, le neuvième, intitulé Voyage, disponible le 5 novembre 2021. Deux chansons inédites I Still Have Faith in You et Don’t Shut Me Down sont à découvrir sur les plates-formes d'écoute . Ils annoncent également qu'ils se produiront sur scène lors d'un concert numérique révolutionnaire le 27 mai 2022, grâce à leurs hologrammes les ABBA-tars. Une salle d'une capacité de 3 000 personnes a été spécialement conçue à cette occasion à l'est de Londres, dans le site du Queen Elizabeth Olympic Park. Ce concert n'est pas suivi de la tournée mondiale prévue.

## Ventes
Les ventes annoncés du groupe ABBA sont incertaines et diverses, allant de 140 à 500 millions de disques écoulés.
En 2006, la Fédération internationale de l'industrie phonographique affirme que le groupe a vendu 160 millions d'albums dans le monde. Alors que les États-Unis représentent le plus grand marché de l'industrie du disque, 20 millions d'albums et 2,5 millions de singles vendus par le groupe ABBA y ont été certifiés, près de 16 millions de disques au Royaume-Uni et près de 9 millions de disques en France. Aujourd'hui, ABBA et Universal Music affirment néanmoins avoir écoulé au moins 400 millions de disques dans le monde,.

## Membres

### Membres permanents
- Agnetha Fältskog — chant, chœurs
- Anni-Frid « Frida » Lyngstad — chant, chœurs
- Björn Ulvaeus — guitare, chœurs, chant
- Benny Andersson — claviers, accordéon, guitare, chœurs, chant

Agnetha Fältskog et Björn Ulvaeus ont été mariés de 1971 à 1979 et Benny Andersson et Anni-Frid Lyngstad de 1978 à 1981.

### Galerie

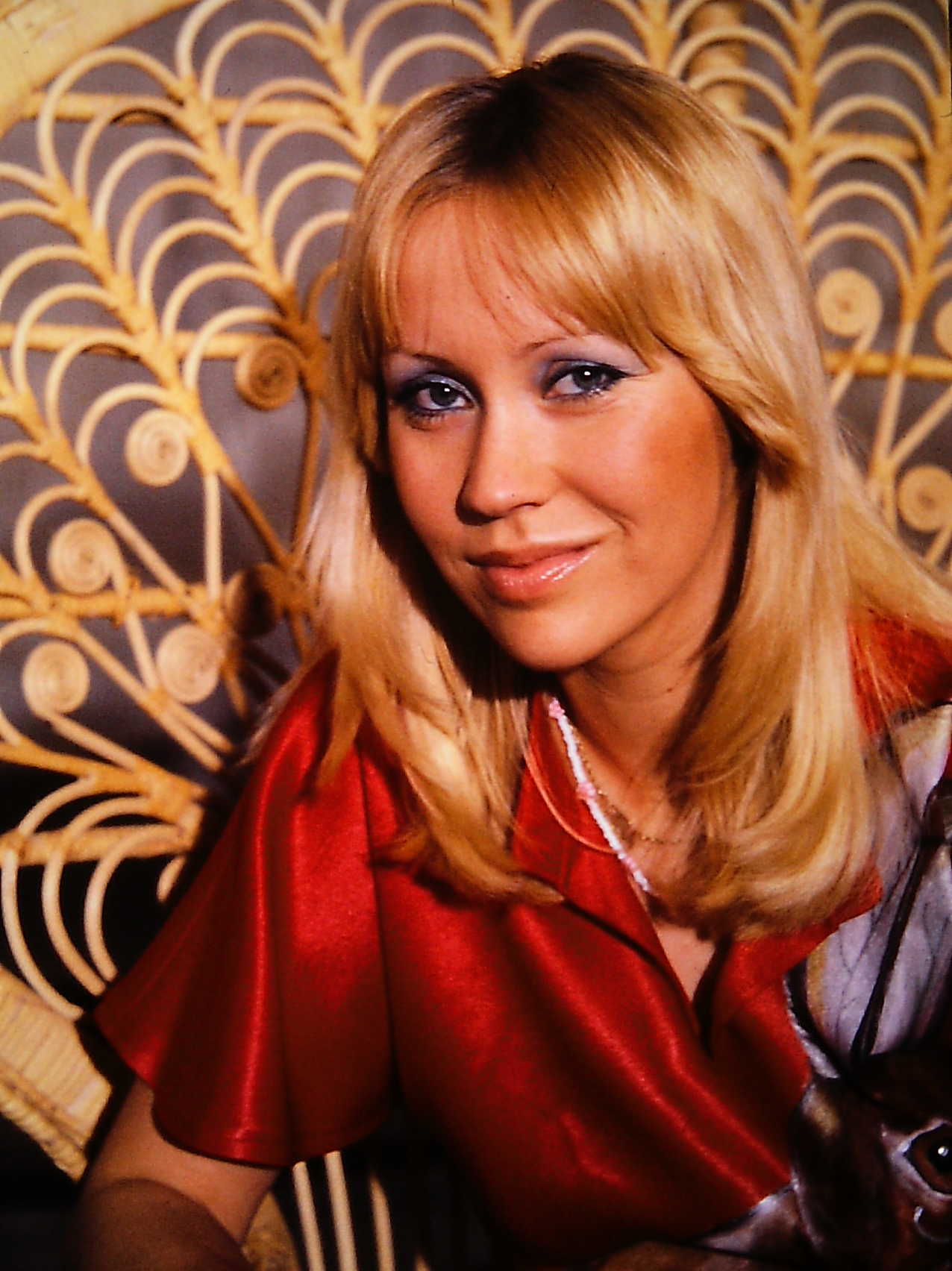
Agnetha Fältskog.
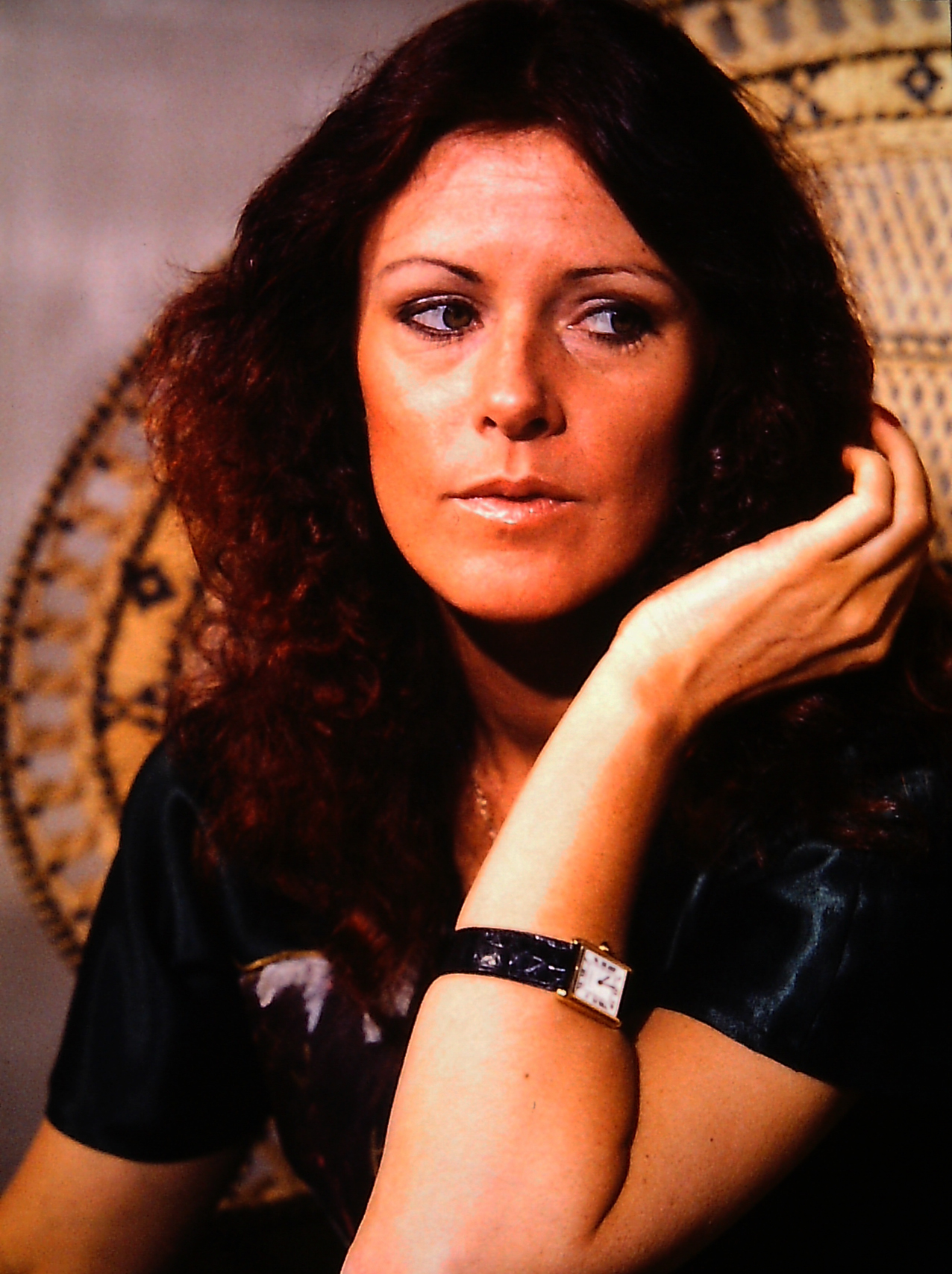
Anni-Frid « Frida » Lyngstad.
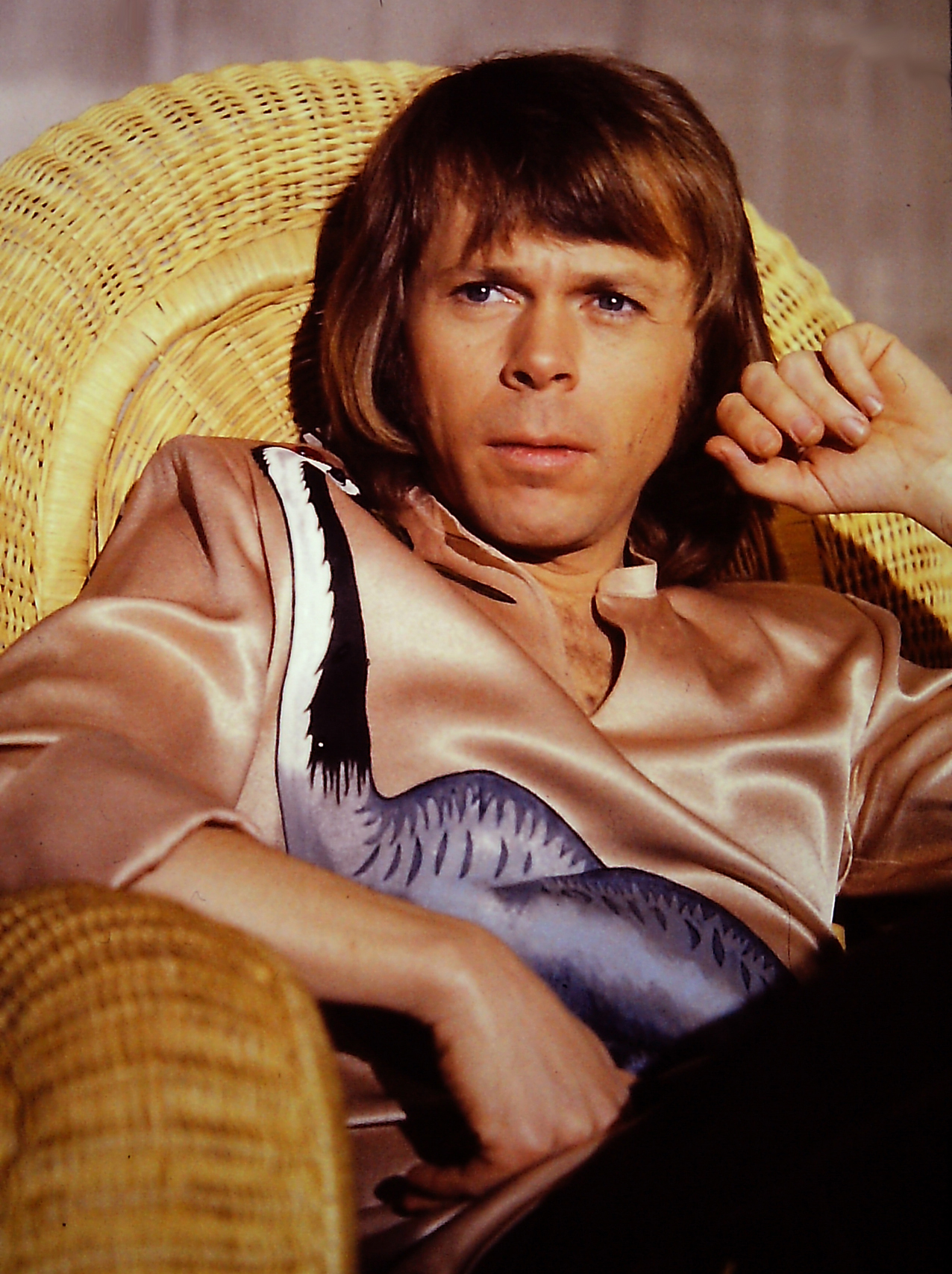
Björn Ulvaeus.
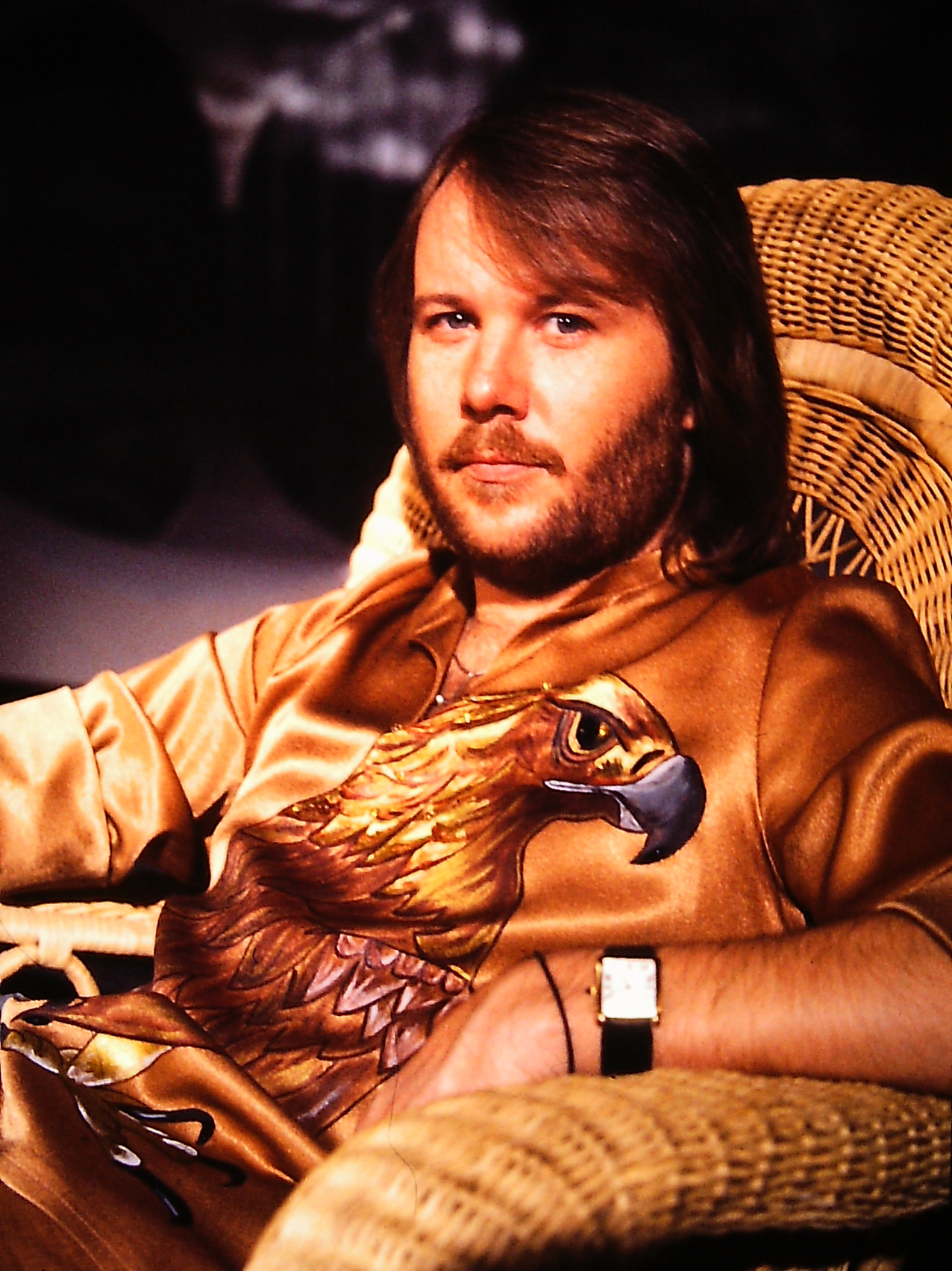
Benny Andersson.

### Membres additionnels
Principaux musiciens additionnels sur les albums studios :
- Ola Brunkert : batterie (1973-1981) (décédé le 16 mars 2008[24])
- Rutger Gunnarsson : basse, guitare, mandoline (1973-1981) (décédé le 8 mai 2015[25])
- Janne Schaffer : guitare (1973-1979)
- Roger Palm : batterie (1974-1979)
- Malando Gassama : percussions (1974-1979)
- Mike Watson : basse (1975-1980)
- Lasse Wellander : guitare, mandoline (1975-1981) (décédé le 7 avril 2023[26])
- Lars Carlsson : saxophone, flûte traversière, cor anglais (1975-1980)
- Janne Kling : flûte traversière, clarinette, saxophone (1979-1981)

## Discographie

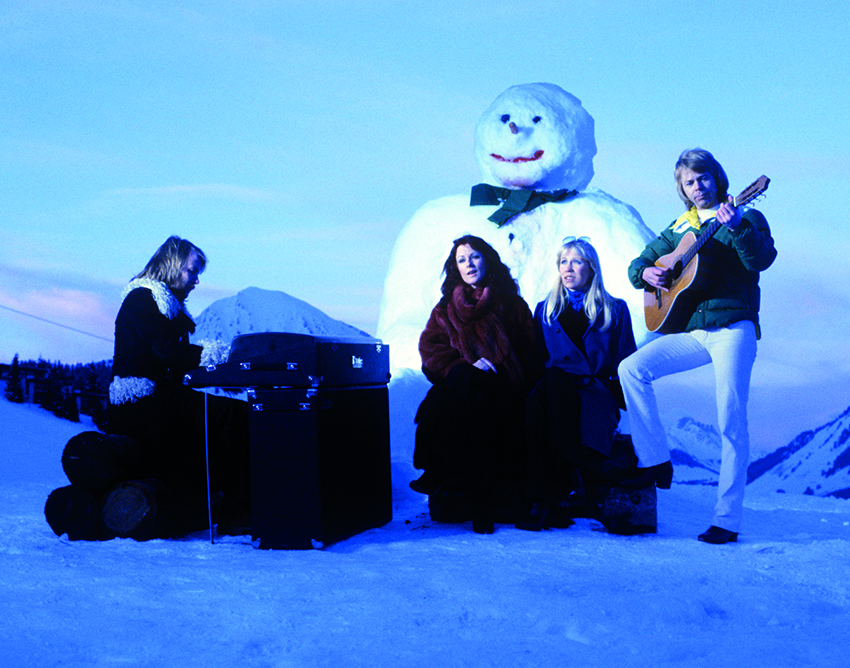
ABBA interprétant la chanson Chiquitita en Suisse lors du Music for UNICEF Concert en 1979.

### Albums studio
- 1973 : Ring Ring
- 1974 : Waterloo
- 1975 : ABBA
- 1976 : Arrival
- 1977 : The Album
- 1979 : Voulez-Vous
- 1980 : Super Trouper
- 1981 : The Visitors
- 2021 : Voyage

### Documentaires
- [Abba-dabba-dooo!!, Leonard Eek (réalisateur), 1976 sur Arte (page consultée le 16/8/2024)]
- [Abba Silver, Abba Gold, Arte, Chris Hunt (réalisateur), 2023 sur Arte (page consultée le 16/8/2024)]